# Ervy-le-Châtel
Ervy-le-Châtel település Franciaországban, Aube megyében. Lakosainak száma 1108 fő (2022. január 1.). Ervy-le-Châtel Auxon, Chessy-les-Prés, Courtaoult, Davrey, Eaux-Puiseaux, Montfey, Villeneuve-au-Chemin és Vosnon községekkel határos.

## Népesség
A település népességének változása:
| Lakosok száma | 1175 | 1262 | 1221 | 1174 | 1218 | 1217 | 1193 | 1142 | 1125 | 1108 |
|               | 1968 | 1982 | 1990 | 2006 | 2013 | 2015 | 2017 | 2019 | 2020 | 2022 |